# KWord
A KWord egy szövegszerkesztő szabad LGPL licenc alá tartozik, a KOffice része, mely a Kool Desktop Environmenthez készült.

## Felhasználói felület
Elindítás után, egyből egy barátságos felület fogad minket, ahol fájlt nyithatunk meg, vagy sablonon alapuló új dokumentumot hozhatunk létre. A Dokumentum megnyitása fülön láthatjuk, hogy rengeteg formátumot támogat. Pl.:
- HTML-dokumentum
- Sima szöveges fájl
- Abiword-dokumentum
- RTF-dokumentum
- Microsoft Word dokumentum
- OASIS OpenDocument fájlformátum

## Használat, műveletek
A felhasználók átlagos igényeit bőven kielégítő funkciókkal rendelkezik, a mindennapos szükségleteket általában kielégíti.
Néhány példa:
- sablonok alkalmazása
- felsorolás
- körlevélkészítés
- helyesírás-ellenőrző
- képek beszúrása, táblázatok kezelése
- diagramok, egyenletek kezelése